# 民間航空委員会
民間航空委員会（みんかんこうくういいんかい、Civil Aeronautics Board, CAB）は、かつてアメリカ合衆国連邦政府にあった機関である。定期旅客輸送サービスを含む航空輸送サービスを規制し、航空事故の調査を行っていた。1938年に設立され、1985年に廃止された。本部はワシントンD.C.にあった。

## 機能
CABの主な役割は、定期便を有する全米の航空会社の運行を規制することである。CABは、米国内の全ての認定航空会社（定期旅客会社）を厳しく管理した。CABは、どの路線にどの会社が就航するかを決定し、旅客運賃の最低金額を設定し、航空会社間の競争が過当にならないように管理した。
CABの規制は航空業界における自由競争を抑制する一方で、既存の航空会社に対する運行の安全を保証し、特定の路線に供給過剰や旅客不足が起らないようにした。また、航空郵便の輸送を航空会社に許可することにより、需要が少ないなどの理由で、それがなければ航空会社が路線を就航したがらない地域への航空サービスを確保した。
このような目的を達成するために、CABは航空会社に補助金を提供し、管理する権限を与えられた。また、CABは、航空業界における合併や企業間契約を規制した（その一方で航空業界は独占禁止法の規制の適用外とされていた）。さらに、CABは航空業界における欺瞞的な取引慣行や不公正な競争の防止の役割も担っていた（他の分野では連邦取引委員会が行う）。

## 歴史

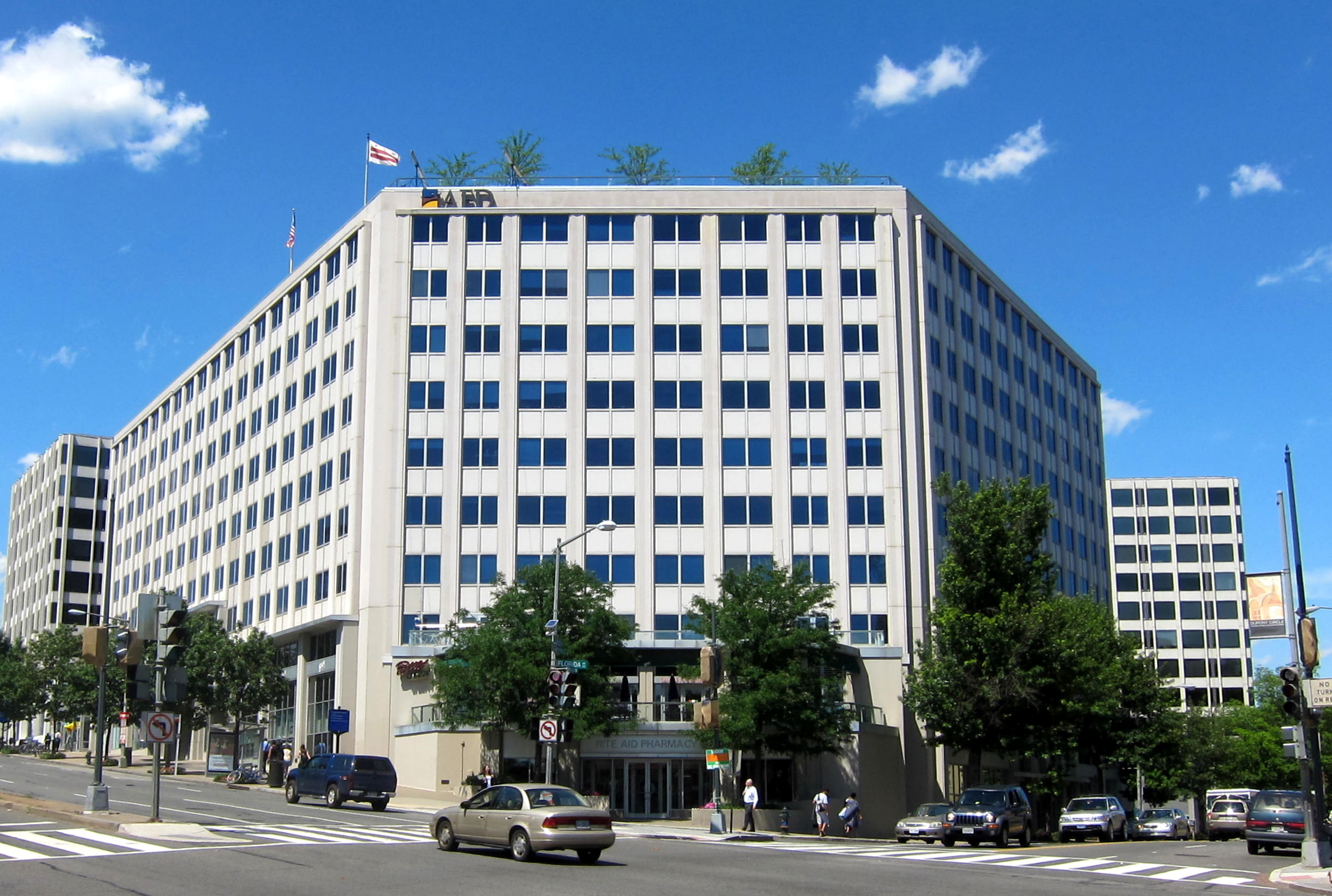
CABの本部が置かれたコネチカット・アベニュー北西1825番地にあるユニバーサル・サウス・ビルディング

CABの前身機関として、航空局（Aeronautics Branch 、1926年 - 1934年）、航空通商局（Bureau of Air Commerce、1934年 - 1938年）、州際通商委員会航空郵便局（Bureau of Air Mail, Interstate Commerce Commission 、1934年 - 1938年）があった。
それまで民間航空を規制してきた「ワトレス法」に代わって1938年に制定された民間航空局法に基づき、民間航空局(Civil Aeronautics Authority)が設置された。この組織は、1940年に航空安全委員会(Air Safety Board)との合併により民間航空委員会に改称され、1940年6月30日に発効した1940年再編計画第3号・第4号に基づいて連邦政府の独立機関となった。
1958年に一部の業務が連邦航空局(FAA)に移管された。1967年に国家運輸安全委員会(NTSB)が設立され、CABの航空事故調査業務が移管された。
ジェラルド・フォード大統領が1975年2月にCABの全廃を提案すると、1976年4月、ジョン・ロブソン委員長率いるCABは、自らが規制機関でありながら規制緩和を支持するという考えられないような行動に出た。1970年代後半、ジミー・カーター大統領政権下において、カーターの経済顧問で規制緩和の研究を専門とするアルフレッド・E・カーンがCAB委員長に任命され、その指導の下でCABは初期の規制緩和運動の先頭に立った。1978年1月1日に発効した航空規制緩和法によりCABが廃止され、1930年代以来の米国の航空規制体制は完全に解体された。航空郵便に関する業務は郵便公社に、残された業務は運輸長官に移管された。

## 庁舎

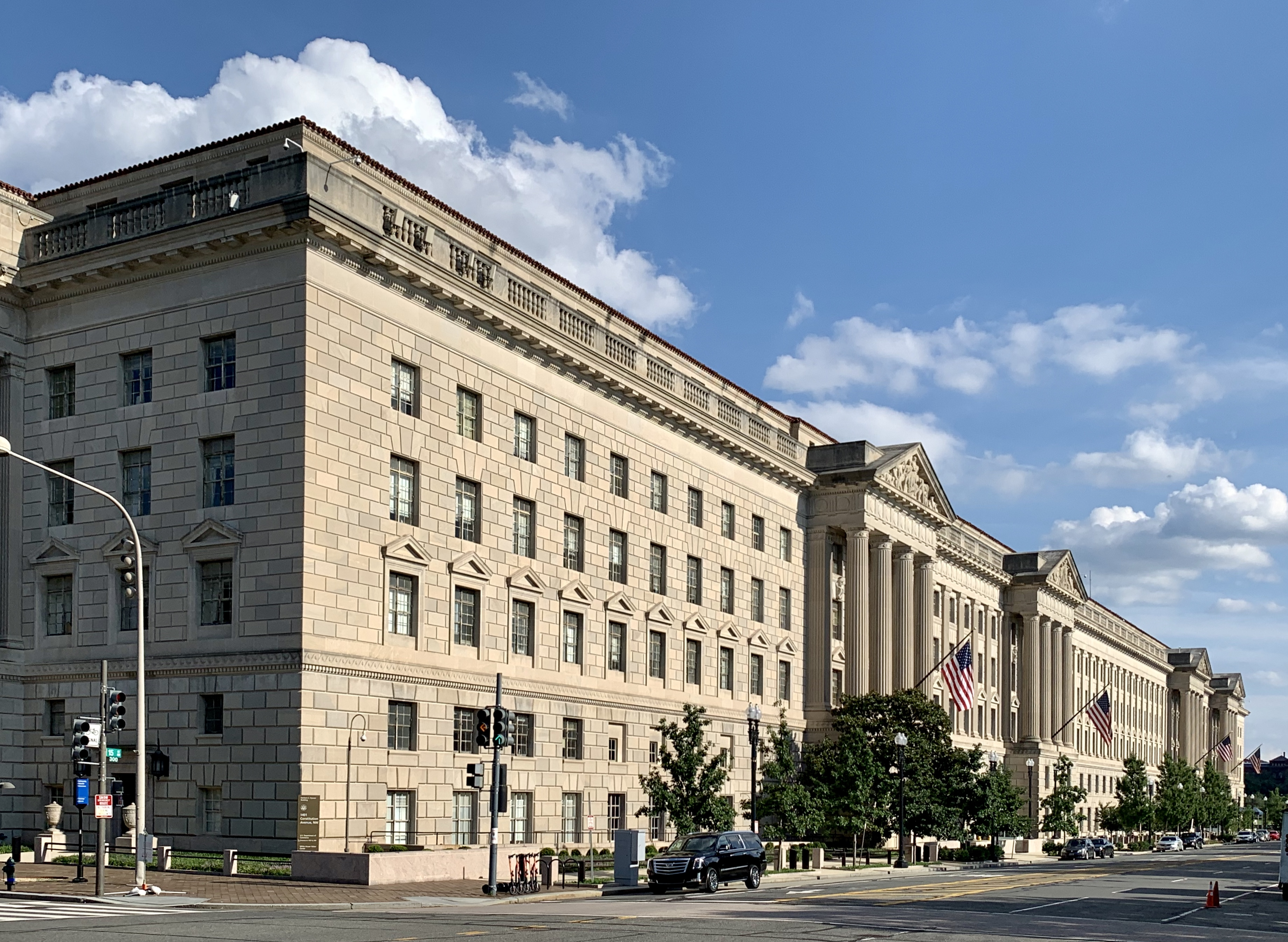
当初CABの本部が置かれたワシントンD.Cのハーバート・C・フーヴァー・ビルディング

当初、CABの本部はワシントンD.C.のハーバート・C・フーヴァー・ビルに置かれ、オフィスは複数のビルに分散していた。1959年5月に、デュポン・サークルにあるユニバーサル・ビルに本部を移転した。1968年までに、CABは同じビル内に約190平方メートルのスペースを追加で取得し、それにより追加の貸借料が発生するようになった。